# تپه چغاگلان

هلال حاصلخیز و چغاگلان شماره ۱ در تصویر

نمایش چغاگلان در شرق هلال حاصلخیز در ایران

تپه چغاگلان تپه‌ای مربوط به دوران پیش از تاریخ ایران باستان، دوره نوسنگی پیش‌ازسفال است. این محوطه در ۲ کیلومتری جنوب سد امیرآباد در نزدیکی روستای گلان از توابع بخش صالح آباد در شهرستان مهران، استان ایلام، واقع شده‌است. این محوطه برای نخستین بار در اوایل دهه ۱۳۷۰ توسط کارکنان سد امیرآباد مورد شناسایی قرار گرفت و توسط علی‌محمد خلیلیان به جامعه باستان‌شناسی معرفی شد. در سال ۱۳۷۹ توسط جبرئیل نوکنده تعیین عرصه و حریم شد. اما در سالهای ۹- ۱۳۸۸ توسط هیات دانشگاه توبینگن به سرپرستی نیکلاس کنارد و محسن زیدی مورد لایه نگاری و گاهنگاری قرار گرفت. مرحله جدید کاوش‌های باستان‌شناسی در این تپه از سال ۱۴۰۲ به سرپرستی حجت دارابی شروع شده است. این تپه باستانی، در تاریخ ۱۰ مهر ۱۳۸۰ با شمارهٔ ثبت ۳۹۸۵ به‌عنوان یکی از آثار ملی ایران به ثبت رسیده‌است.

## محوطه باستانی چغاگلان
در کاوش‌های تپه چغاگلان، یک اجتماع انسانی متعلق به دوره نوسنگی کشف شده است.
باستان‌شناسان در کاوش‌های محوطه چغاگلان در استان ایلام، شواهدی از پخت اولیه گچ و بقایای معماری باستانی کشف کرده‌اند. چغاگلان که قدمت آن به ۱۲ هزار تا ۹۵۰۰ سال قبل می‌رسد، به‌عنوان یکی از قدیمی‌ترین مکان‌های مرتبط با آغاز کشاورزی و روستانشینی در ایران و جهان شناخته می‌شود. در فصل دوم کاوش‌ها، آثار معماری شامل اتاق‌های زاویه‌دار با دیوارهای چینه‌ای و خشتی و کف‌های گچ‌اندود به‌دست آمد.
در این کاوشگاه هزاران نمونه از بقایای جو وحشی، گندم وحشی، عدس، نخود، لوبیا و علوفه به دست آمده است و با بررسی‌های ایزوتوپی کربن، قدمت این یافته‌ها بین ۹۸۰۰ تا ۱۱۷۰۰ سال تعیین شده است. چنین میزان وسیعی از محصولات کشاورزی، تاکنون در خاورمیانه یافت نشده‌بود. نکته‌ای که اهمیت بیشتری داشت، آن بود که چنین اسکان طولانی مدتی در یک محل، در عصر نوسنگی بی‌سابقه بوده است. در این منطقه، گروه بزرگ اجتماعی انسان‌ها با شرایط اقتصادی نسبتاً پایدار زندگی می‌کرده و تمدن طولانی مدتی داشته‌اند. انسان دوره نوسنگی، از مرحله شکار و جمع‌آوری دانه‌های گیاهان وحشی به مرحله کاشتن دانه‌ها و اهلی کردن گیاهان و حیوانات گذر می‌کند. تاکنون در هیچ جای دیگر جهان، مهد کشاورزی با چنین قدمتی یافت نشده است، چنانچه دوره نوسنگی بین ۷۰۰۰ تا ۱۰۰۰۰ سال پیش شمرده می‌شد.

## مهد کشاورزی در خاورمیانه
تاکنون محققان، شمال و غرب هلال حاصلخیز (هلال حاصلخیز روی نقشه مشخص شده‌است)، از فلسطین در کنار دریای مدیترانه تا مرز ایران را درزمرهٔ خاستگاه‌های کشاورزی می‌شمردند (روی نقشه هلال حاصلخیز مشخص شده‌است). اما اکنون در شرق هلال حاصلخیز یعنی در کشور ایران و در دامنه‌های زاگرس، یک ناحیه کلیدی را یافته‌اند که نشان‌دهندهٔ نخستین تلاش برای اهلی‌گری گیاهان وحشی در آن صورت گرفته‌است.
از نظر دیرین‌گیاه‌شناسی در این پژوهش به‌طور بی‌سابقه‌ای ۳۰۰۰۰ باقیمانده گیاهی از ۷۵ گروه، در یک دورهٔ ۲۰۰۰ ساله بدست آمده‌است. چنین گنجینه‌ای از گیاهان، تاکنون در خاورمیانه بدست نیامده بود. زراعت در دوره دو هزار ساله در ایران، خاستگاه یکجانشینی و تمدنهای بعدی می‌باشد. گذار آهستهٔ تغذیه مردمان، از مرحلهٔ شکار به کشاورزی و یکجانشینی را در این تحقیق مشاهده می‌کنیم.
حدود ۲۲۰۰ سال کشت گیاهان وحشی و ظهور نخستین گونه‌های اهلی شدهٔ گیاهی در چغاگلان مشاهده شده‌است. نمونه‌های وحشی از انواع گیاهان؛ جو، گندم، عدس، نخود، لوبیا و علوفه محصولات کشاورزی دیگری که مادر محصولات مصرفی امروزهٔ ما می‌باشند، در دوره‍ای طولانی در چغاگلان کشت و مصرف می‌شده‌است. به گفته باستان‌شناسان، چغاگلان کهن‌ترین خاستگاه کشاورزی در ایران، در منطقه خاورمیانه است.
تا پیش از این، دانشمندان هلال حاصلخیز را خاستگاه کشاورزی در منطقه می‌دانستند؛ ولی امروزه باستان‌شناسان معتقد شده‌اند که خاستگاه کشاورزی یک منطقه نبوده‌است و کشاورزی همزمان در چندین نقطه از جهان، آغاز شده‌است اما دلیل این همزمانی هنوز برای آنها روشن نیست.
مسئولین این برنامه نیکلاس کنراد از آلمان و محسن زیدی از دانشگاه توبینگن می‌باشند.

## نگارخانه

کاوش در عمق هشت متری
دانه جو وحشی یافت شده در چغاگلان
مجسمه گلی یافت شده در چوغاگلان
مقایسه گیاه باستانی (BوD) با نمونه جدید (AوC)